# Jacko Gill
Jacko Gill (ur. 20 grudnia 1994 w Auckland) – nowozelandzki lekkoatleta specjalizujący się w pchnięciu kulą oraz rzucie dyskiem.
W marcu 2010 zdobył dwa złote medale (w rzucie dyskiem i pchnięciu kulą) mistrzostw Australii i Oceanii juniorów młodszych. Podczas mistrzostw świata juniorów w Moncton (w lipcu 2010) w konkursie pchnięcia kulą 15-letni Gill pokonał starszych rywali, wywalczył złoty medal i wynikiem 20,76 ustanowił najlepszy wynik w sezonie wśród juniorów oraz został najmłodszym w historii mistrzem globu juniorów. Wywalczył srebrny medal igrzysk olimpijskich młodzieży w Singapurze w sierpniu 2010.
Ma na koncie medale juniorskich mistrzostw Nowej Zelandii, jest aktualnym rekordzistą kraju w pchnięciu kulą w kategorii juniorów i juniorów młodszych.
16 października 2010 we francuskim Numea ustanowił wynikiem 18,57 m nieoficjalny rekord świata piętnastolatków w pchnięciu kulą seniorską (7,26 kg). Kilka miesięcy później – w kwietniu 2011 – uzyskał wynik 20,01 i stał się najmłodszym w historii lekkoatletą, który osiągnął rezultat powyżej 20 metrów kulą seniorską (wynik Gilla – 20,01 – był lepszy od minimum kwalifikacyjnego na mistrzostwa świata seniorów w 2011, jednak Nowozelandczyk nie mógł wziąć udziału w tych zawodach z powodu zbyt młodego wieku). 5 grudnia 2011 poprawił swój rekord z 20,01 na 20,38 – rezultat ten był wówczas seniorskim rekordem Nowej Zelandii. 8 lutego 2016 w Christchurch pchnął kulą na odległość 20,83. 21 stycznia 2017 Gill pierwszy raz w karierze przekroczył 21 metrów kulą o wadze 7,26 kg (uzyskał 21,01). Jego najlepszym rezultatem uzyskanym na otwartym stadionie jest 22,12 uzyskane 16 marca 2023 w Auckland.
Pozostałe rekordy życiowe: rzut dyskiem (1,5 kg) – 62,05 (17 sierpnia 2011, North Shore City); rzut dyskiem (1,75 kg) – 60,44 (4 lutego 2012, Christchurch); pchnięcie kulą (hala) – 21,69 (1 marca 2024, Glasgow); pchnięcie kulą (5 kg) – 24,45 (19 grudnia 2011, North Shore City) – nieoficjalny rekord świata juniorów młodszych; pchnięcie kulą (6 kg) – 23,00 (18 sierpnia 2013, Auckland) rekord świata juniorów.
Jego trenerem jest Didier Poppe, który opiekuje się także mistrzynią olimpijską Valerie Vili. Ojciec Gilla był mistrzem Nowej Zelandii w pchnięciu kulą i rzucie dyskiem, a matka uprawiała rzut dyskiem.

## Osiągnięcia
| Rok  | Impreza                                            | Miejsce         | Lokata      | Konkurencja    | Wynik |
| ---- | -------------------------------------------------- | --------------- | ----------- | -------------- | ----- |
| 2010 | Mistrzostwa Australii i Oceanii juniorów młodszych | Sydney          | 1. miejsce  | pchnięcie kulą | 20,62 |
| 2010 | Mistrzostwa Australii i Oceanii juniorów młodszych | Sydney          | 1. miejsce  | rzut dyskiem   | 56,64 |
| 2010 | Mistrzostwa świata juniorów                        | Moncton         | 1. miejsce  | pchnięcie kulą | 20,76 |
| 2010 | Igrzyska olimpijskie młodzieży                     | Singapur        | 2. miejsce  | pchnięcie kulą | 22,60 |
| 2011 | Mistrzostwa świata juniorów młodszych              | Lille Metropole | 1. miejsce  | pchnięcie kulą | 24,35 |
| 2012 | Mistrzostwa świata juniorów                        | Barcelona       | 1. miejsce  | pchnięcie kulą | 22,20 |
| 2014 | Igrzyska Wspólnoty Narodów                         | Glasgow         | 11. miejsce | pchnięcie kulą | 18,05 |
| 2015 | Mistrzostwa świata                                 | Pekin           | 8. miejsce  | pchnięcie kulą | 20,11 |
| 2016 | Halowe mistrzostwa świata                          | Portland        | 9. miejsce  | pchnięcie kulą | 19,93 |
| 2016 | Igrzyska olimpijskie                               | Rio de Janeiro  | 9. miejsce  | pchnięcie kulą | 20,50 |
| 2017 | Mistrzostwa świata                                 | Londyn          | 9. miejsce  | pchnięcie kulą | 20,82 |
| 2019 | Mistrzostwa świata                                 | Doha            | 7. miejsce  | pchnięcie kulą | 21,45 |
| 2021 | Igrzyska olimpijskie                               | Tokio           | 9. miejsce  | pchnięcie kulą | 20,71 |
| 2022 | Mistrzostwa świata                                 | Eugene          | 7. miejsce  | pchnięcie kulą | 21,40 |
| 2022 | Igrzyska Wspólnoty Narodów                         | Birmingham      | 2. miejsce  | pchnięcie kulą | 21,90 |
| 2023 | Mistrzostwa świata                                 | Budapeszt       | 6. miejsce  | pchnięcie kulą | 21,76 |
| 2024 | Halowe mistrzostwa świata                          | Glasgow         | 5. miejsce  | pchnięcie kulą | 21,69 |
| 2024 | Igrzyska olimpijskie                               | Paryż           | 7. miejsce  | pchnięcie kulą | 21,15 |